# Museo Rocsen
El Museo Polifacético Rocsen es una fundación sin fines de lucro, ubicado a 13 km de Mina Clavero y a 5 km de la localidad traslaserrana de Nono, en la provincia de Córdoba, Argentina.
Según datos oficiales, posee más de 60 000 piezas[cita requerida] provenientes de diversas regiones del mundo (año 2020).

## Historia
El museo fue fundado por Juan Santiago Bouchon, su propietario, inmigrante bretón-francés que llegó a Argentina en 1950 y se estableció en Córdoba en 1959, para abrir el museo en 1969. Es categoría cuatro estrellas en las guías internacionales y ha sido declarado lugar de Interés Público Nacional. En una entrevista, comentó sobre su llegada a la Argentina:

Llegué a la Argentina el 31 de diciembre de 1950 con una mudanza de 23 contenedores (8000 kilos) y trabajé en la sección Turismo de la Embajada de Francia. Descubrí que la Argentina me ofrecía un campo de acción ilimitado en las disciplinas que me apasionan desde siempre, es decir la arqueología, la antropología, la paleontología, la entomología, etc. Y pedí la radicación definitiva.

La fundación M. Rocsen tiene por objetivo contribuir a la educación cultural y científica de la comunidad, haciendo hincapié en el acrecentamiento y divulgación del patrimonio tangible e intangible, de característica polifacética, a través del recupero, restauración, y conservación en el tiempo de obras, elementos de valor relacionados con la ciencia  o el arte y todo aquel objeto culturalmente importante para el desarrollo del conocimiento humano, y para que mediante su exhibición y comunicación a los visitantes se logre afianzar la identidad cultural como servicio a la comunidad.
Con respecto al museo y a sí mismo, Bouchon ha expresado que:

"(Yo me definiría...) simplemente como alguien que quiere pensar y, sobre todo, intentar hacer pensar. Descubrí que lo más importante en el aprender es el enseñar. Porque cultivarse para nutrir un ego sería un absurdo total. Si el conocimiento no fuera público, si este museo no estuviera abierto a las escuelas, no tendría ningún sentido. Nunca nadie se ha llevado nada bajo tierra. El museo lo estamos haciendo nosotros, pero el museo es de la humanidad".

Juan Bouchon falleció en 2019. Actualmente, el museo es administrado por la fundación que creó Bouchon junto a sus hijos.

## Nombre
El nombre significa Roca Santa, y proviene de las etimologías latinas rocca y sacer, fusionadas por la lengua celta.

## Orden de salas

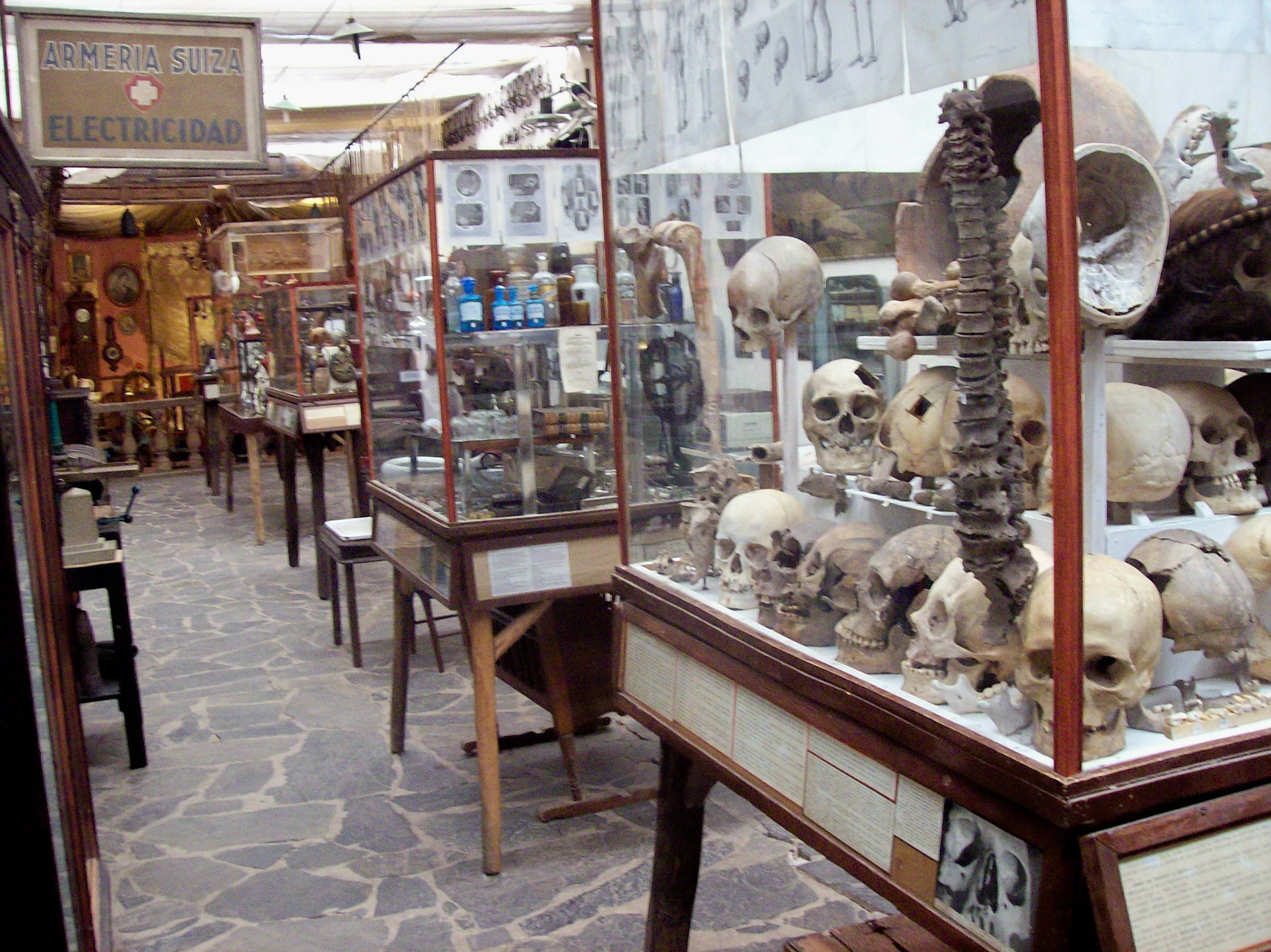
Arqueología mezclada con Farmacia.

Las salas del museo están ordenadas alfabéticamente, pero estas no se encuentran así ordenadas en el interior del edificio.
- Sala A: en esta sala se encuentran el Rincón Criollo Argentino del Pequeño Agricultor y en las vitrinas se pueden observar objetos criollos. Además de una pinacoteca y una colección de estatuillas de bronce, incluye una estatuilla o ídolo de bronce del neter o dios egipcio Amón-Ra.
- Sala B: presenta una notable variedad de automóviles y carruajes, y también hay una colección de instrumentos musicales y de iconografía católica.
- Sala C: aquí se encuentra un área de arqueología americana y una exposición sobre el mar.
- Sala D: es el área Rincón Criollo Argentino del Peón de Estancia. Posee además una gran variedad de objetos antiguos, entre ellos un momia nazca y un cráneo trepanado.
- Sala E: en esta sala se pueden encontrar diferentes máscaras, una cisterna del siglo XIX y un radiómetro de la misma época.
- Sala F: aquí hay diferentes anuncios antiguos, como también juguetes, motores, vestimentas de diversas épocas y una diligencia.
- Sala G: aquí se puede encontrar el Rincón Comechingón, un área para minerales y una colección de objetos con una rueda en su mecanismo.
- Sala H: aquí se encuentra el Rincón del Marginado y una exhibición de cámaras fotográficas y de cine junto con imprentas y muchos objetos más.

## Fachada

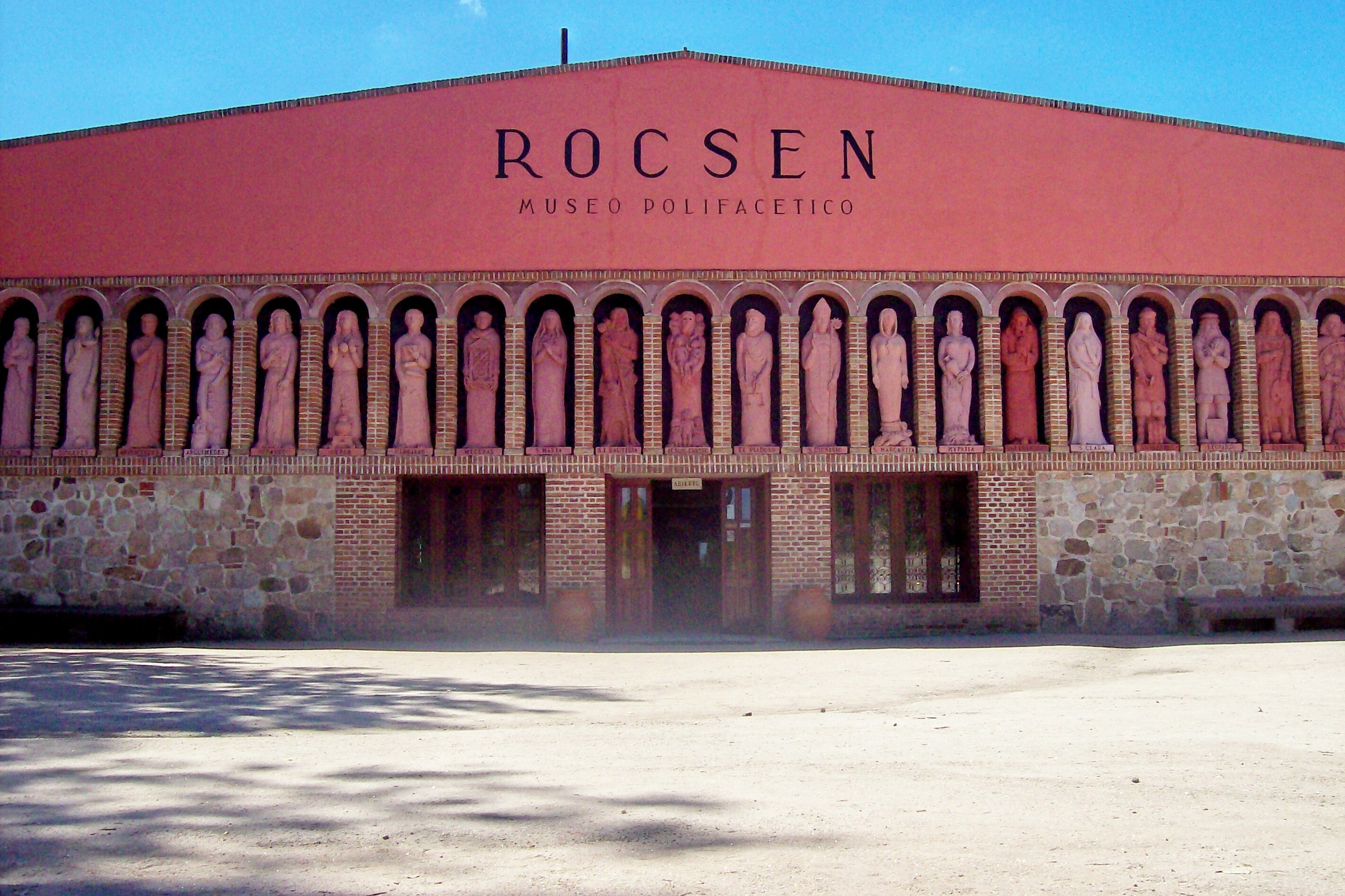
Frente o fachada principal.

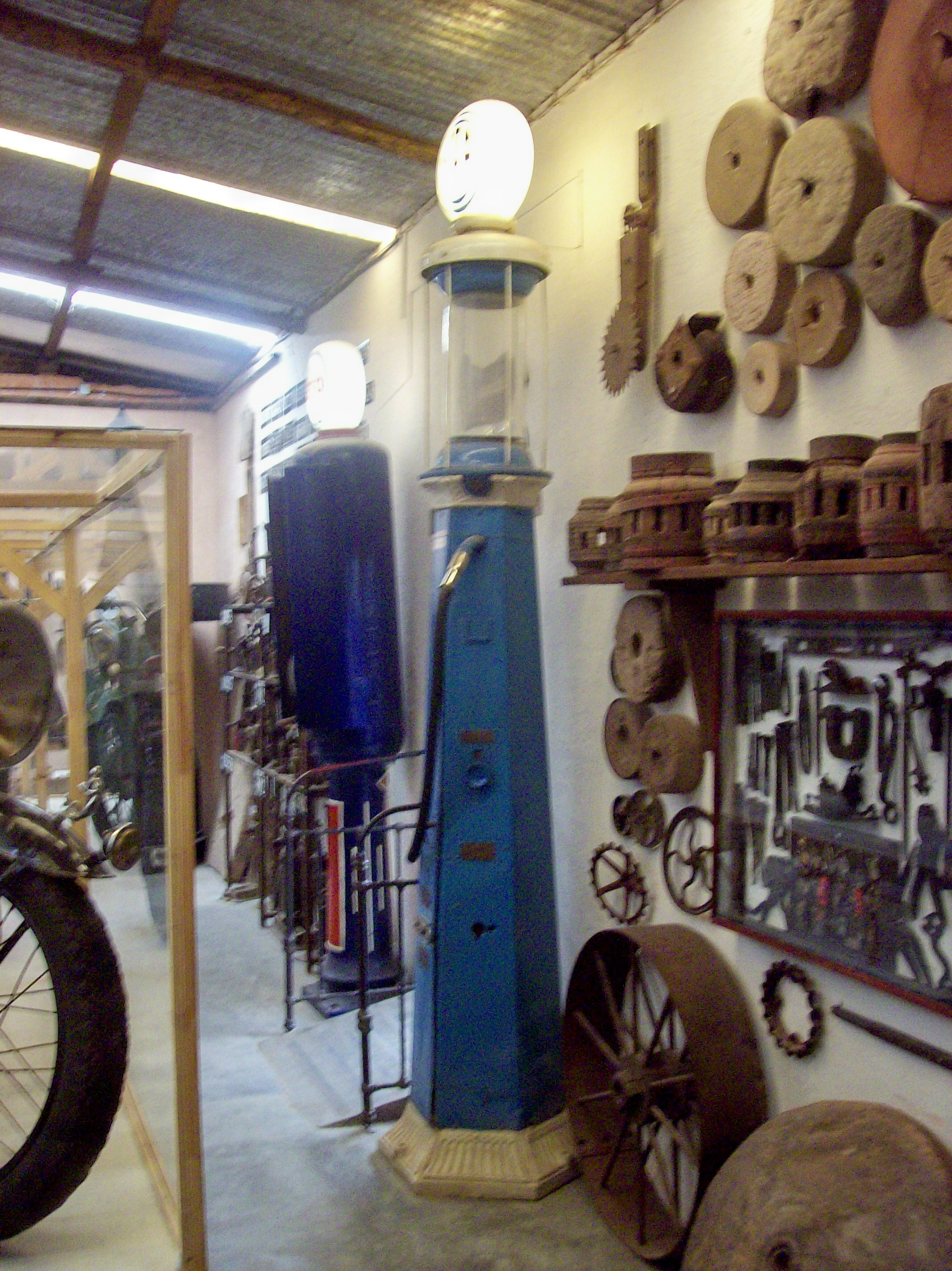
Viejo surtidor de combustible de YPF.

Tal vez lo que más impacta a primera vista en el museo es su impresionante fachada, en la que hay 49 nichos, debido a que 49 es el resultado de la multiplicación de 7 veces 7. En cada nicho hay una estatua (realizadas por el propio Bouchon) que corresponde a un personaje que haya aportado algún conocimiento al mundo, además de haber sido pacifista y humanista. Según Bouchon:

"Es importante subrayar que no he realizado esta obra escultórica con la meta de adquirir una reputación de escultor sino que simplemente he querido dejar plasmado a mi manera un mensaje de paz".

Algunos personajes históricos que cuentan con su estatua en la fachada incluyen a Leonardo Da Vinci, Martin Luther King, Johannes Kepler, Teresa de Calcuta, Alberto Durero, Hipatia, Louis Pasteur, entre otros. Sobre la puerta de entrada al museo y en el nicho central, se encuentra una estatua de Jesús de Nazaret rodeado de niños. El largo de la fachada determina el largo del museo.